# Доња Бочиња
Доња Бочиња је насељено мјесто у Босни и Херцеговини, у општини Маглај, које административно припада Федерацији Босне и Херцеговине. Према попису становништва из 1991. у насељу је живјело 821 становника.

## Историја
Муслимани и православци Рујнице и Бочиње су се међусобно помагали у градњи џамије одн. цркве 1938.

## Становништво
| Демографија | Демографија | Демографија |
| Година      | Становника  | Становника  |
| ----------- | ----------- | ----------- |
| 1961.       | 640         |             |
| 1971.       | 754         |             |
| 1981.       | 818         |             |
| 1991.       | 821         |             |
| 2013.       | 214         |             |